# Little Valley (village, New York)
Ne doit pas être confondu avec Little Valley (New York).
Le village de Little Valley est le siège du comté de Cattaraugus, situé dans l'État de New York, aux États-Unis. Selon le recensement de 2020, sa population est de 1 084 habitants.

## Démographie
| Groupe                           | Little Valley | New York | États-Unis |
| -------------------------------- | ------------- | -------- | ---------- |
| Blancs                           | 95,1          | 65,8     | 72,4       |
| Afro-Américains                  | 2,1           | 15,9     | 12,6       |
| Amérindiens                      | 1,3           | 0,6      | 0,9        |
| Métis                            | 1,1           | 3,0      | 2,9        |
| Autres                           | 0,4           | 7,5      | 6,4        |
| Asiatiques                       | 0,1           | 7,3      | 4,8        |
| Total                            | 100           | 100      | 100        |
|                                  |               |          |            |
| Hispaniques et Latino-Américains | 1,5           | 17,6     | 16,7       |

Selon l’American Community Survey, en 2010, 95,04 % de la population âgée de plus de 5 ans déclare parler l'anglais à la maison, 4,11 % déclare parler l'espagnol et 0,86 % le français.